# علم فلك دون المليمتر

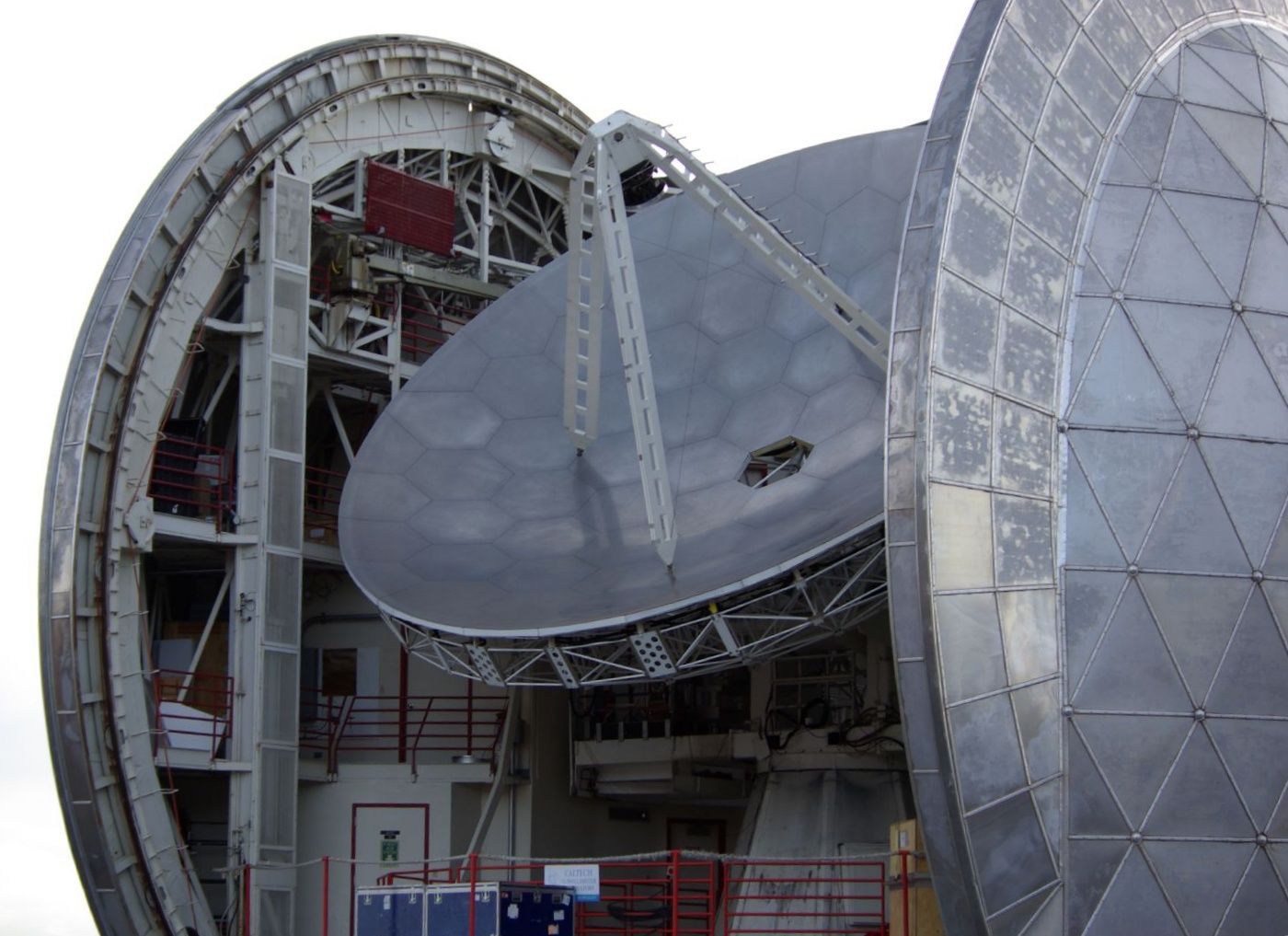
مرصد كالتيك دون المليمتري في مرصد مونا كيا.

علم فلك دون المليمتر (بالإنجليزية: Submillimetre astronomy)‏ هو فرع من علم الفلك الرصدي يجري في أطوال موجية دون المليمتر (أي إشعاع التيراهيرتز) للطيف الكهرومغناطيسي.